# 金匙冰品店
金匙冰品店（英語：Golden Spoon）是一間總部位於美國加利福尼亚州兰乔圣玛格丽塔的霜凍優格零售連鎖店。